# Болек Поливка
Болеслав Поливка (рођен 31. јула 1949. године у Визовице) чешки је филмски и позоришни глумац, пантомимичар, драмски писац и сценариста. Поливка је играо у више од 40 филмова.

## Каријера
Дипломирао је 1971. на академији за музику и уметност Janáček  у представи Podivné odpoledne dr Zvonka Burkehо (Чудно поподне др Zvonekа Берка) Ладислава Smočekа. Суоснивач Divadlo Husa na provázku (Позориште "Гуска на конопцу") постао је 1969 и био је један од водећих. 1993. године основао је сопствено позориште, Divadlo Bolka Polívky (Позориште Болека Поливке) у Брну. Он је један од најважнијих показатеља чешке пантомиме и често наступа са страним позоришним трупама.
Поливкин рад као сценаристе, редитеља и извођача пантомиме инспирисан је, Commedia dell'arte, и  ранијим комедијама, али с времена на време користи глас и речи у својим представама, и на тај начин превазилази границе традиционалног позоришта у облику "тоталне глуме". Његов јединствени позоришни стил је био широко познат у Чешкој републици и ван ње.
Први пут се појавио на филму 1960-их година и радио је са чешким редитеља Владимир Сис. Од 1980те редовно је радио са Вером Читиловом, која му је често додељивала главне улоге у њеним "моралним комедијама".
Наградом "Чешки лав" награђен је 1997 и био је изгласан за најбољу мушку улогу на Међународном филмском фестивалу Карлове Вари, за улогу свештеника Holý у филму Zapomenuté světlo. Другу награду "Чешки лав" добио је 2000те за улогу у филму Јана Хребејка "Musíme si pomáhat" . Филм је такође био номинован за Оскара у категорији "Најбољи филм на страном језику".
Болек Поливка представио је своју емисију - Manéž Болка Polívky (Арена Болека Поливке) и Bolkoviny, на чешкој телевизији. Организовао је јавне догађаје и забаву на својој фарми у Olšany у близини Брна. Међутим, 2013. Поливкина компанија пада под стечај, и зајмодавци затворене фарме су тражили 56 милиона круна на суду.
Био је ожењен два пута и има троје деце, а једна од њих је Ана Поливка, која је глумица.

## Контроверзе
Према подацима Би-би-си Вести, Поливка је био укључен у један од најчуднијих судских спорова у историји Чешке Републике.  У његовом наступу из 1993 крунисао се као "краљ" у целом измишљеном Краљевству Wallachia - названо по области Moravian Wallachia. Међутим, у 1997. години започео је сарадњу са Томашем Харабишем, који је самостално створио и званично је регистровао још једно, подједнако измишљено Краљевство "Wallachian Kingdom", заједно са "пасошима". Поливка, као познати комичар и популарни филмски глумац, постао је јавно лице "Wallachian Kingdom" као "Wallachian King , Болеслав I добри, заувек". Харабишево и Поливкино партнерство направило је "Wallachian Kingdom" у један од најуспешнијих туристичких атракција у Чешкој. Њихов радни однос био је и пријатељски до 2000. године, када је избила оштра препирка око легалног власништва "Краљевства", коме је име дао управо Харабиш. Године 2001. Харабиш је свргнуо "краља Болеслава" Поливка. Године 2002. Поливка се свети судском парницом  у којој оптужује Храбиша за остваривање незаконитих профита као "краљ Болеслав". Године 2008. Поливка губи случај.

## Изабрани комади
- Ја ЕА (ја и ЕА)
- Pezza versus Čorba
- Pépe
- Trosečník (Одбачен)
- Poslední leč
- Šašek a královna (Пајац и Краљица)